# Zhydachiv (huyện)
Huyện Zhydachiv (tiếng Ukraina: Жидачівський район, chuyển tự: Zhydachivs'kyi raion) là một huyện của tỉnh Lviv thuộc Ukraina. Huyện Zhydachiv có diện tích 996 km², dân số theo điều tra dân số ngày 5 tháng 12 năm 2001 là 80469 người với mật độ 81 người/km2. Trung tâm huyện nằm ở Zhydachiv.